# Tom Hetherington
Thomas Burns Hetherington là một cầu thủ bóng đá người Anh từng thi đấu ở vị trí thủ môn.